# Tocopilla (provincie)
Tocopilla is een provincie van Chili in de regio Antofagasta. De provincie telde 31.643 inwoners in 2017 en heeft een oppervlakte van 16.236 km². Hoofdstad is Tocopilla.

## Gemeenten
Tocopilla is verdeeld in twee gemeenten:
- María Elena
- Tocopilla